# Москва-Сортировочная-Киевская
Москва-Сортировочная-Киевская — участковая станция Московской железной дороги в городе Москве Открыта в 1929 году на Московско-Киевской железной дороге.

## Описание

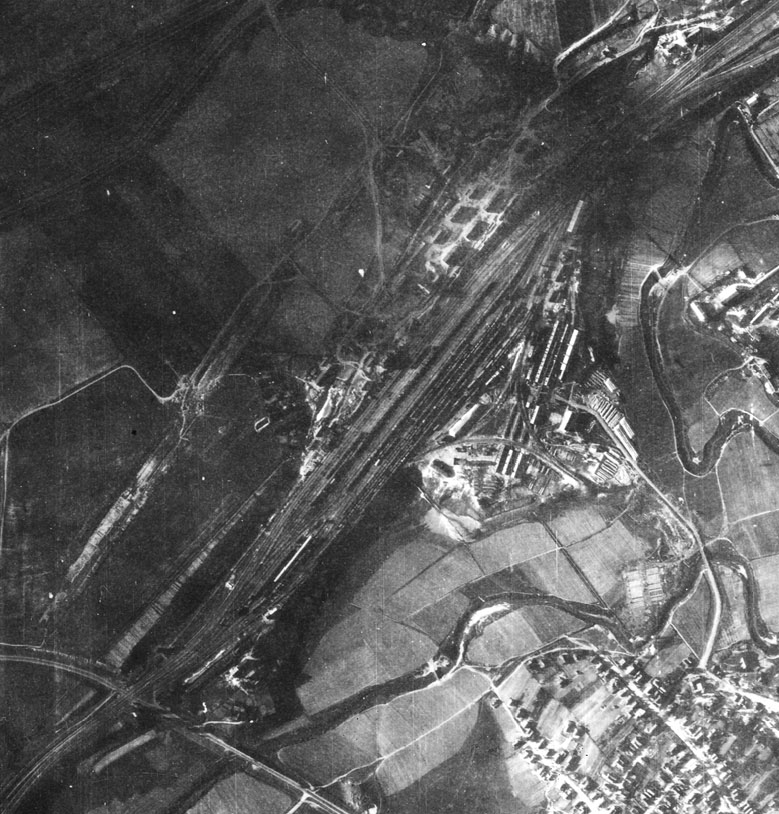
Аэрофотоснимок 1941 года. К востоку от станции виден разворотный треугольник, позднее застроенный промзоной. К западу — станционный посёлок

Станция входит в Московско-Смоленский центр организации работы железнодорожных станций ДЦС-3 Московской дирекции управления движением; по основному характеру работы является участковой, по объёму работы отнесена ко 2 классу.
Находится в 4 километрах к юго-западу от Киевского вокзала в границах районов Дорогомилово и Раменки Западного административного округа города Москвы.

## Остановочные пункты
- Поклонная — остановочный пункт, ранее (до 2021 года) — Москва-Сортировочная.
- Минская — остановочный пункт, имеет пересадку на станцию «Минская» Московского метрополитена.